# Falcon 9 Full Thrust

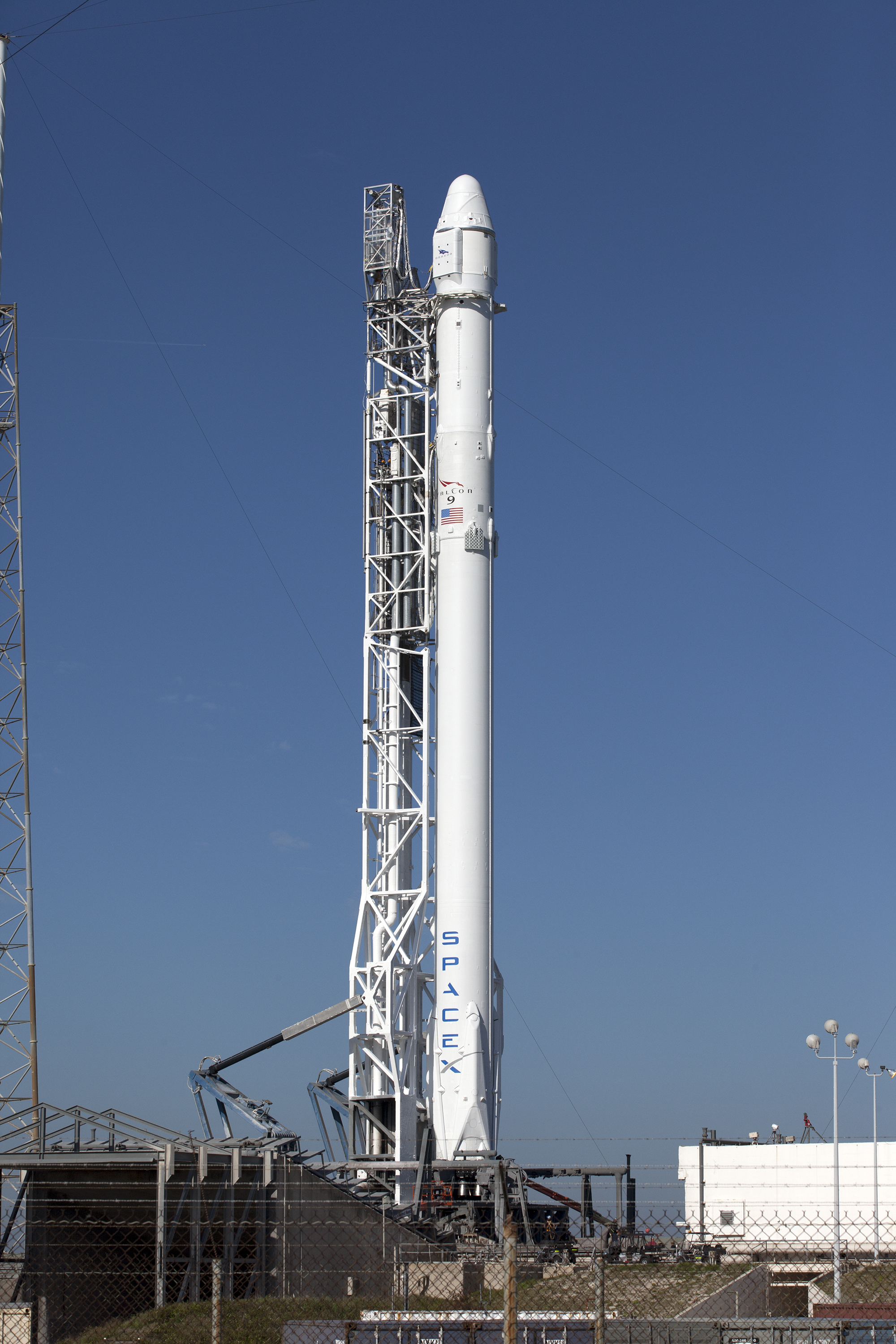
Falcon 9 v1.2 s lodí Dragon při zásobovací misi CRS-8 k ISS, kdy došlo k prvnímu úspěšnému přistání prvního stupně rakety na plovouci plošině, 8. dubna 2016

Falcon 9 Full Thrust (také Falcon 9 v1.2 nebo Falcon 9 FT s variantami Block 1 až Block 5) je třetí verze rakety Falcon 9 od společnosti SpaceX. Navržena byla v letech 2014 a 2015, první start přišel v prosinci 2015. První let posledního vývojového stupně (Block 5) proběhl 11. května 2018, kdy byla vynesena družice Bangabandhu-1.
V prosinci 2015 se tato raketa stala první, u které se podařilo motorické přistání prvního stupně. To bylo výsledkem předchozích pokusů s testovacími raketami Grasshopper a F9R Dev1 a testů přistávání verze 1.1.
Falcon 9 v1.2 je podstatnou inovací předchozí verze 1.1, která prodělala svůj poslední let v lednu 2016. Byl zvýšen tah motorů prvního a druhého stupně a začalo se s tankováním podchlazenějšího paliva. To umožňuje natankování většího množství. Po nehodě ze září 2016, kdy došlo k výbuchu druhého stupně ještě před testovacím zážehem, bylo od používání podchlazenějšího paliva dočasně upuštěno, ale s Blockem 5 se podchlazenější palivo opět vrátilo.

## Historie
V roce 2015 SpaceX oznámila řadu změn na verzi Falcon 9 v1.1. Kolem názvosloví nové verze nebylo úplně jasno, a tak se používaly (používají) různé názvy: Falcon 9 v1.1 Full Thrust, Falcon 9 v1.2, Enhanced Falcon 9, Full-Performance Falcon 9, Upgraded Falcon 9 a Falcon 9 Upgrade.
CEO SpaceX, Gwynne Shotwell, v březnu 2015 oznámila, že nová verze bude mít zvýšený výkon a efektivnější výrobu:
Takže, máme vyšší tah motorů, dokončili jsme vývoj a provádíme kvalifikační zkoušky. To co jsme také udělali bylo, že jsme trochu změnili strukturu. Chci v mém závodě stavět pouze jednu nebo dvě verze jader, nic víc, to by nemuselo být dobré z pohledu zákazníka. Hlavně se jedná o 30% navýšení výkonu, možná trochu víc. To způsobí, že budeme schopni přistávat s prvním stupněm na ASDS i při letech na GTO.
Podle prohlášení SpaceX z května 2015 verze 1.2 nebude potřebovat novou certifikaci pro zakázky vládních organizací, ale proběhne rychlejší proces.
Původně společnost SES oznámila, že první náklad nové verze 1.2 bude jejich satelit SES-9. Později byl ale tento plán změněn a prvním vyneseným nákladem byla družice ORBCOMM-2. Bylo to způsobeno tím, že SES-9 vyžadoval restart druhého stupně, zatímco vynesení družice ORBCOMM OG2 ne. To umožnilo provedení dalších zkoušek druhého stupně.
Modernizovaný první stupeň začal kvalifikační testy v McGregoru v září 2015. První ze dvou zkušebních zážehů byl uskutečněn 21. září 2015 a zahrnoval použití podchlazenějšího paliva a vylepšené motory Merlin 1D, u kterých byl změněn tvar trysky. Motory dosáhly maximálního výkonu a start byl plánován na ne dříve než 17. listopadu 2015.
Falcon 9 v1.2 uskutečnil svůj první let 22. prosince 2015 při vynášení satelitu ORBCOMM-2. První stupeň úspěšně přistál na pevnině na plochu LZ-1 na Mysu Cenaveral.
Letectvo Spojených států certifikovalo aktualizovanou verzi rakety, která má být použita pro vynášení vojenských nákladů.
V únoru 2017 média uvedla, že blížící se vyšetřující zpráva úřadu americké vlády určí vzor trhlin[zdroj?] lopatek turbočerpadla motoru. NASA považuje trhliny za potenciálně nebezpečné a požaduje jejich odstranění před začátkem pilotovaných misí. Tento nedostatek vyřešila verze Block 5.

## Konstrukce
Hlavním důvodem vytvoření této verze bylo usnadnění opětovného použití i pro náročnější mise, včetně velkých komunikačních satelitů mířících na GTO.
Stejně jako u dřívějších verzí Falconu 9, a stejně jako u raket Saturn z programu Apollo, umožňuje přítomnost více motorů na prvním stupni dokončení mise, i když jeden z motorů prvního stupně selže.
Pokud by byl použit pouze první stupeň, bez druhého stupně a nákladu, dokázal by sám dosáhnout nízké oběžné dráhy. Nosnost k Marsu je 4020 kg.

### Změny oproti předchozí verzi
Mezi změny oproti verzi Falcon 9 v1.1 patří:
- Kapalný kyslík podchlazený na -207 °C a palivo RP-1 podchlazené na -7 °C. To zvýší hustotu a umožní natankování většího množství paliva a okysličovadla, stejně jako větší průtok přes turbočerpadlo a tím i vyšší tah motorů.[19]
- Vylepšení struktury prvního stupně.[20]
- Delší nádrže druhého stupně.[21]
- Delší a pevnější mezistupeň, prostor trysky druhého stupně, roštová kormidla a pomocné trysky.[21]
- Celková výška rakety (i s aerodynamickým krytem) je 70 metrů. To je asi o 1,5 metru víc, než měl Falcon 9 v1.1.[19]
- Přidán centrální pneumatický posunovač do systému oddělení stupňů. Tvoří zálohu k již dřívějšímu pneumatickému systému a snižuje pravděpodobnost opětovného kontaktu obou stupňů po oddělení.[16]
- Zlepšení návrhu roštových kormidel.
- Modifikovaný octaweb.
- Modernizované přistávací nohy.
- Zvýšení tahu motorů Merlin 1D s využitím hustějších pohonných látek. Tah prvního stupně byl původně 5 885 kN, s novou verzí byl navýšen na 6 700 kN.
- Tah motoru Merlin 1D vakuum se zvýšil vlivem podchlazenějšího paliva. Nový motor druhého stupně byl modifikován pro vyšší výkon, prodloužila se tryska a zlepšil řídící systém. Druhý stupeň má tak tah 934 kN.
- Malé redukce hmotnosti.
- Celkové zvýšení výkonu o 33 %
- Nový první stupeň má mnohem větší poměr tahu ku hmotnosti.

### Block 4
V roce 2017 začala SpaceX s postupnými změnami rakety Falcon 9 v1.2 a tato mírně upravená verze byla nazvána Block 4. Nejdříve byl takto upraven pouze druhý stupeň, přičemž první stupeň byl pořád ve verzi Block 3. V této konfiguraci letěly tři mise, konkrétně NROL-76, Inmarsat-5 F4 a v červenci 2017 Intelsat 35e. Block 4 by měl být přechodem mezi Blockem 3 a Blockem 5. První stupeň by měl ve verzi Block 4 disponovat hlavně mírně zvýšeným tahem motorů, který bude realizován pouze softwarovou úpravou. Prvním letem kompletní rakety ve verzi Block 4 byla 14. srpna 2017 mise CRS-12.

### Block 5
První let by měl přijít koncem roku 2017. Změny v této verzi by měly být zaměřeny hlavně na znovupoužitelnost. Tah motorů by měl být zvýšen o 10 %, Block 5 bude mít nový octaweb, ve kterém je uloženo devět motorů Merlin, a nový heliový systém. Znovupoužitelnost také usnadní možnost složit přistávací nohy, k tomu se využívají navijáky, které jsou umístěné na nástavci na vrcholu stupně, který se využívá při manipulaci se stupněm pomocí jeřábu. Až do verze Block 4 se po přistání musely nohy vždy odmontovat. První stupeň by měl být schopen deseti použití bez renovace, nutná by měla být jen inspekce.
Novinkou této verze měla být také nová roštová kormidla vyrobena z titanu, který lépe snáší vysoké teploty, protože ta jsou u původní verze Block 3 vyrobena z hliníku a tepelná ochrana je zajištěna ablativním nátěrem, to ztěžuje znovupoužitelnost. Titanová kormidla se ale poprvé objevila už při letu Iridium NEXT 2, při které letěla varianta Block 3. Nová kormidla také zajišťují lepší ovladatelnost, čehož bude využito odlišným profilem letu při návratu, kdy stupeň poletí atmosférou déle, tím se více zpomalí a ušetří palivo.
Po nehodě před statickým zážehem se satelitem Amos-6 začala SpaceX s vývojem nových COPV nádrží na helium. Za viníka nehody byla totiž označena závada na těchto nádržích, která byla způsobena používáním vysoce podchlazeného paliva. Původně bylo oznámeno, že nové nádrže budou součástí verze Block 5, ale později vyšlo najevo, že nové nádrže budou poprvé použity až při misi DM-1.

### Autonomní systém ukončení letu
SpaceX nějakou dobu vyvíjí autonomní systém, jako alternativu k tradičnímu pozemnímu systému, který využívají ostatní rakety. Tento systém létal z počátku ve stínovém režimu, kdy sledoval všechny údaje, ale do průběhu letu nemohl zasáhnout.
V únoru 2017 při letu CRS-10 měl systém poprvé raketu plně pod kontrolou. Nebylo tak nutné používat historický systém pozemních radarů, sledovacích počítačů a pozemního personálu v bunkrech, jako se provádělo posledních šedesát let. Tento nový systém, který sám vyhodnotí nutnost případné autodestrukce rakety, sníží náklady a zvýší flexibilitu startů, protože již nebude nutné připravovat pozemní systém, jehož příprava trvá dva dny. Měl by být používán při všech následujících letech.

### Kompletní parametry
| Parametr                         | První stupeň Block 3                                                          | Druhý stupeň Block 3                                                          | První stupeň Block 5                                                          | Druhý stupeň Block 5                                                          |
| -------------------------------- | ----------------------------------------------------------------------------- | ----------------------------------------------------------------------------- | ----------------------------------------------------------------------------- | ----------------------------------------------------------------------------- |
| Výška                            | 70 m (včetně 2. stupně a aerodynamického krytu)                               | 70 m (včetně 2. stupně a aerodynamického krytu)                               | 70 m (včetně 2. stupně a aerodynamického krytu)                               | 70 m (včetně 2. stupně a aerodynamického krytu)                               |
| Průměr                           | 3,66 m (12,0 ft)                                                              | 3,66 m (12,0 ft)                                                              | 3,66 m (12,0 ft)                                                              | 3,66 m (12,0 ft)                                                              |
| Typ konstrukce                   | Nádrž na okysličovadlo: samonosná Nádrž na palivo: poloskořepinová konstrukce | Nádrž na okysličovadlo: samonosná Nádrž na palivo: poloskořepinová konstrukce | Nádrž na okysličovadlo: samonosná Nádrž na palivo: poloskořepinová konstrukce | Nádrž na okysličovadlo: samonosná Nádrž na palivo: poloskořepinová konstrukce |
| Materiál konstrukce              | Stěny ze slitiny lithia a hliníku, kopule z hliníku                           | Stěny ze slitiny lithia a hliníku, kopule z hliníku                           | Stěny ze slitiny lithia a hliníku, kopule z hliníku                           | Stěny ze slitiny lithia a hliníku, kopule z hliníku                           |
| Motory                           | 9 × Merlin 1D                                                                 | 1 x Merlin 1D vakuum                                                          | 9 × Merlin 1D                                                                 | 1 x Merlin 1D vakuum                                                          |
| Typ motorů                       | Kapalné palivo                                                                | Kapalné palivo                                                                | Kapalné palivo                                                                | Kapalné palivo                                                                |
| Palivo, okysličovadlo            | Velmi podchlazený kapalný kyslík, RP-1                                        | Velmi podchlazený kapalný kyslík, RP-1                                        | Velmi podchlazený kapalný kyslík, RP-1                                        | Velmi podchlazený kapalný kyslík, RP-1                                        |
| Tryska motoru                    | Pevná s expanzním poměrem 16:1                                                | Pevná s expanzním poměrem 165:1                                               | Pevná s expanzním poměrem 16:1                                                | Pevná s expanzním poměrem 165:1                                               |
| Navrhovatel/konstruktér motorů   | SpaceX / SpaceX                                                               | SpaceX / SpaceX                                                               | SpaceX / SpaceX                                                               | SpaceX / SpaceX                                                               |
| Celkový tah stupně               | 6 700 kN na hladině moře                                                      | 934 kN ve vakuu                                                               | 7 607 kN na hladině moře                                                      | 934 kN ve vakuu                                                               |
| Systém dodávky paliva            | Turbočerpadlo                                                                 | Turbočerpadlo                                                                 | Turbočerpadlo                                                                 | Turbočerpadlo                                                                 |
| Možnost regulace tahu            | Ano: 760 až 360 kN na hladině moře                                            | Ano: 930 až 360 kN ve vakuu                                                   |                                                                               |                                                                               |
| Možnost restartu                 | Ano                                                                           | Ano, redundantní systém TEA-TEB                                               | Ano                                                                           | Ano, redundantní systém TEA-TEB                                               |
| Systém tlakování nádrží          | Vyhřívané helium                                                              | Vyhřívané helium                                                              | Vyhřívané helium                                                              | Vyhřívané helium                                                              |
| Systém vektorování tahu          | Zavěšený motor                                                                | Zavěšený motor a dusíkové trysky                                              |                                                                               |                                                                               |
| Systém roztočení (v podélné ose) | Zavěšený motor                                                                | Dusíkové trysky                                                               |                                                                               |                                                                               |
| Řízení směru (náklonu)           | Dusíkové trysky a roštová kormidla (pouze při přistání)                       | Dusíkové trysky                                                               | Dusíkové trysky a roštová kormidla (pouze při přistání)                       | Dusíkové trysky                                                               |
| Systém oddělení stupňů           | Pneumaticky ovládaný mechanismus oddělení                                     |                                                                               | Pneumaticky ovládaný mechanismus oddělení                                     |                                                                               |

Falcon 9 v1.2 využívá delší a pevnější mezistupeň. Skládá se z jádra z hliníkové voštiny obklopené vrstvou z uhlíkových vláken. První stupeň má čtyři nasaditelné přistávací nohy, které jsou během startu přiklopeny k raketě. Vyšší výkon je primárně určen k možnosti přistání prvního stupně. V případě potřeby ale může být použit k vynesení těžšího nákladu bez možnosti první stupeň zachránit.

## Startovní a přistávací místa

### Startovní místa
Rampa SLC-40 na Mysu Canaveral pro lety na LEO a geostacionární dráhu, rampa SLC-4E na Vandenbergově letecké základně pro lety na polární dráhu, rampa LC-39A v Kennedyho vesmírném středisku.
V srpnu 2014 SpaceX oznámila a zahájila stavbu plně komerčního kosmodromu na Boca Chica v Texasu.

### Přistávací místa
Při startech z Mysu Canaveral využívá SpaceX při přistávání na pevninu bývalý Startovací komplex 13, na jehož místě byly vybudovány Přistávací plochy 1 a 2, tedy dvě kruhové betonové plochy. Pro starty ze západního pobřeží SpaceX na místě rampy SLC-4W na Vandenbergově letecké základně také vybudovala betonovou přistávací plochu.

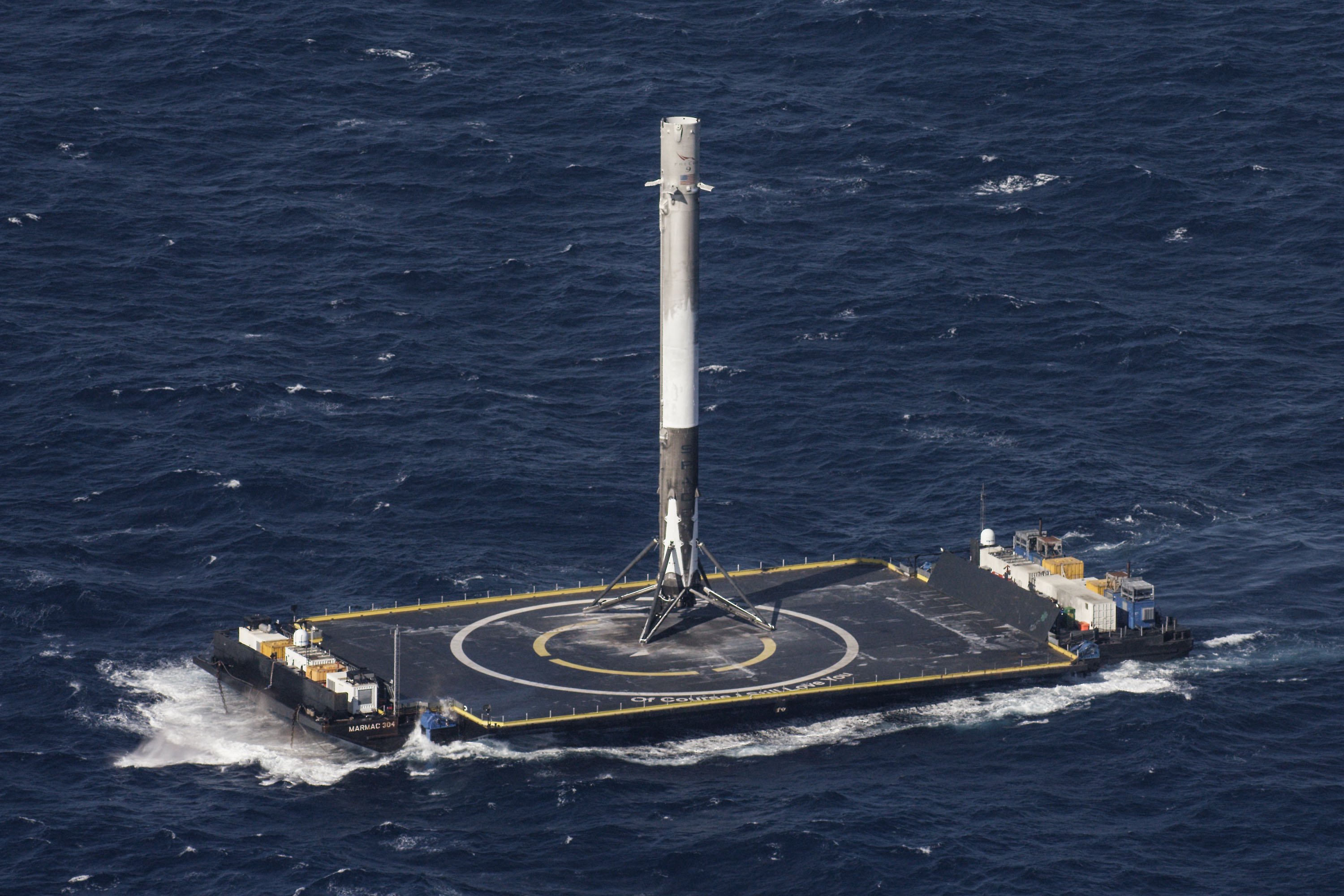
První stupeň rakety na plošině Of Course I Still Love You

### Autonomní přistávací plošiny ASDS
Na začátku roku 2014 SpaceX začala s přestavbou člunů na autonomní přistávací plošiny ASDS. Vybavila je systémem stabilizace a velkou přistávací plochou. Plošina se při letech, kdy není dostatek paliva pro návrat prvního stupně na pevninu, umístí několik stovek kilometrů od pobřeží.
Využívají se dvě plošiny. Jedna s názvem Just Read the Instructions kotví v Tichém oceánu a slouží při letech z Vandenbergovy letecké základny. Druhá, Of Course I Still Love You, kotví v Atlantiku a používá se při letech z Mysu Canaveral.

## Zákazníci
SpaceX poskytuje služby své rakety Falcon 9 několika různým skupinám zákazníků:
- největší podíl letů připadá na vlastní satelity internetové konstelace Starlink na nízkou oběžnou dráhu Země (28. dubna 2025 se uskutečnil už 250. start, přičemž se celkové číslo nasazených Starlinků dostalo na bezmála 8 400, z čehož je asi 7 200 v provozu);
- poměrně velký počet startů společnosti SpaceX pravidelně svěřuje americká agentura NASA, ať již podle dlouhodobých smluv na dopravu astronautů (lodí Crew Dragon) nebo nákladu (Cargo Dragon) na Mezinárodní vesmírnou stanici, nebo pro různé mise různých výzkumných a pozorovacích satelitů na nízkou nebo geostacionární oběžnou dráhu Země a na přechodové dráhy k Měsíci nebo k planetám a dalším objektům Sluneční soustavy;
- jednorázově nebo ve skupinách po několika startech si služby od SpaceX obejdnávají také další zákazníci z různých sektorů, zejména telekomunikační firmy, kosmické agentury, bezpečnostní a vojenské státní instituce, a to jak z USA, tak i z dalších zemí; při takových startech Falcon 9 příležitostně nese jako sekundární náklad také jednu nebo několik dalších, obvykle menších družic od jiných zákazníků;
- občas se konají také soukromé lety s posádkou, ať to jednak pro cesty k ISS (pro Axiom Space, do budoucna již několik letů objednala také Vast Space), a jednak pro uzavřené skupiny privátních astronautů (dosud mise Inspiration4 a Polaris Dawn pro podnikatele Jareda Isaacmana nebo mise Fram2, kterou objednal a financoval podnikatel Čchun Wang);
- konečně SpaceX různým zájemcům o lety cubesatů a dalších malých zařízení, např. vědeckým centrům, univerzitám nebo technologickým firmám, poskytuje sdílené starty desítek takových satelitů, které uskutečňuje ve dvou různých sériích pro nejžádanější typy drah – Transporter na heliosynchronní dráhu (od roku 2021) a Bandwagon na běžnou dráhu se sklonem kolem 45 stupňů a výškou mezi 550 a 605 km nad zemským povrchem (od roku 2024).[29]

## Přehled letů
Zatím byly všechny lety Falconu 9 v1.2 úspěšné. Jednou došlo ke zničení rakety i s nákladem ještě před testovacím zážehem.

### Nehody a incidenty
- Dne 1. září 2016 došlo k výbuchu druhého stupně rakety při tankování paliva. Jednalo se o zkoušku, kdy už byl na raketu připojen náklad, kterým byl izraelský satelit Amos-6. Do rakety se tankovalo palivo a mělo dojít ke zkušebnímu zážehu prvního stupně. Došlo ke zničení rakety, nákladu a vážnému poškození rampy, která byla více než na půl roku vyřazena z provozu.